# Jared Gold
Jared Gold ist ein US-amerikanischer Jazz-Organist und Komponist, der in New York City lebt.

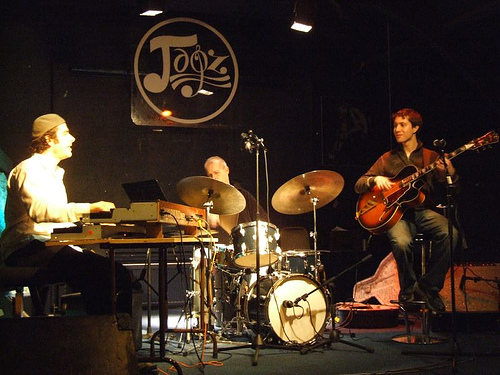
Jared Gold (links) in London mit dem Randy Napoleon Trio

## Wirken
Gold spielt Hammond-Orgel und zählt zu seinen Einflüssen Larry Young, Jack McDuff und Don Patterson. Gold gehörte ab 2004 zum Trio des Gitarristen Dave Stryker (mit Tony Reedus am Schlagzeug), der früher mit Jack McDuff spielte. Er veröffentlichte fünf Alben als Leader bei Posi-Tone Records, zuerst 2008 Solids and Stripes (mit Randy Napoleon, Mark Ferber, Seamus Blake), dann 2009 Supersonic (mit dem Gitarristen Ed Cherry, McClenty Hunter, dr), 2010 Out of Line (mit Dave Stryker, Chris Cheek, Mark Ferber), 2011 All wrapped up (mit Quincy Davis, dem Trompeter Jim Rotondi, und dem Saxophonisten Ralph Bowen) und 2012 Golden Child (mit Ed Cherry und Quincy Davis).
Gold spielt auch häufig im Trio des Gitarristen Randy Napoleon (mit dem Schlagzeuger Quincy Davis), mit dem er zum Beispiel in England tourte und zwei Alben aufnahm, zuerst Enjoy the moment 2006. Weiter nahm er mit William Ash, Dave Stryker (The Chaser), Avi Rothbard, Dan Pratt und Oliver Lake auf; auch spielte er mit John Abercrombie, Adam Nussbaum, Jimmy Ponder, Don Braden, Cecil Brooks III, Bill Goodwin, Jon Gordon, Ralph Peterson und John Swana, in den 2020er-Jahren erneut mit Dave Stryker (Baker’s Circle und Prime, Groove Street).
2013 gewann Gold im Down Beat Poll für Orgel in der Rising-Star-Kategorie.